# Libellula forensis
A Libellula forensis a rovarok (Insecta) osztályának a szitakötők (Odonata) rendjébe, ezen belül az egyenlőtlen szárnyú szitakötők (Anisoptera) alrendjébe és a laposhasú acsák (Libellulidae) családjába tartozó faj.

## Előfordulása
A Libellula forensis előfordulási területe az Amerikai Egyesült Államok nyugati fele, valamint Kanada legnagyobb része, a délkeleti partok kivételével.

## Megjelenése
Szárnyfesztávolsága 77–80 milliméter, testhossza pedig körülbelül 50 milliméter. Mindkét nemnek a szárnyain két nagy sötét folt látható; ezek mellett 7 kisebb pont is van. A nőstény testének oldalain több sárga csík fut végig.

## Életmódja
Májustól augusztusig repül. A mocsarak és tavak szélén él.